# Landed
Landed — шостий студійний альбом німецького краут-рок гурту Can.

## Запис і продакшн
Landed був записаний у 1975 році на студії Inner Space у Вайлерсвісті, поблизу Кельна. Хольгер Чукай записав і звів сторону B на студії Inner Space. Він працював разом із Тобі Робінсоном над зведенням сторони A на Studio Dierks у Штоммельні. Рене Тіннер допомагав у зведенні обох сторін. Альбом був спродюсований самим гуртом і включав сингл «Hunters and Collectors» («Vernal Equinox» на іншій стороні), який був виданий на Virgin того ж року.

## Відгуки
Домінік Леоне зробив рецензію на альбом для Pitchfork у 2005 році. Музикант Баррі Адамсон включив альбом до списку своїх 13 улюблених альбомів. Австралійський рок-гурт Hunters & Collectors отримав свою назву від однойменної пісні.

## Трек-лист
| Сторона 1 | Сторона 1                  | Сторона 1  |
| #         | Назва                      | Тривалість |
| --------- | -------------------------- | ---------- |
| 1.        | «Full Moon on the Highway» | 3:32       |
| 2.        | «Half Past One»            | 4:39       |
| 3.        | «Hunters and Collectors»   | 4:19       |
| 4.        | «Vernal Equinox»           | 8:48       |

| Сторона 2 | Сторона 2         | Сторона 2  |
| #         | Назва             | Тривалість |
| --------- | ----------------- | ---------- |
| 5.        | «Red Hot Indians» | 5:38       |
| 6.        | «Unfinished»      | 13:21      |
| 40:18     |                   |            |

## Персоналії
| - Хольгер Чукай — бас, вокал на «Full Moon on the Highway» - Міхаель Каролі — гітара, скрипка, основний вокал - Яки Лібецайт — барабани, перкусія - Ірмін Шмідт — клавішні, Alpha 77, вокал на «Full Moon on the Highway» - Олаф Кюблер — тенор-саксофон на «Red Hot Indians» | - Хольгер Чукай — звукоінженер, зведення - Тобі Робінсон — зведення (сторона 1) - Рене Тіннер — асистент звукозапису and роуд-менеджер - Боббі Хікмотт — контроль обладнання - Крістін — колаж для обкладинки - Джей Бі Ленсінг — P.A. - Farfisa клавішні — електроніка - Alpha 77 — Цюрих — електроніка |